# Rudolf Troppert
Rudolf Troppert (* 26. März 1909 in Wien; † 1999 ebenda) war ein österreichischer Gewichtheber.

## Karriere
Troppert nahm an zahlreichen nationalen und internationalen Wettbewerben teil und stellte auch einige Weltrekorde in seiner Klasse auf. Bei den Olympischen Spielen 1936 in Berlin belegte er im Leichtgewicht den neunten Rang. Bei den Europameisterschaften 1929 gewann er im Federgewicht die Silbermedaille im Dreikampf, 1931 zudem die Bronzemedaille.